# Zapoliczki

Tył głowy typu hipognatycznego u owada. Zapoliczki różowe, podpisane postgena

Zapoliczki (łac. postgenae) – skleryty wchodzące w skład szkieletu zewnętrznego głowy u sześcionogów.
Zapoliczki są parą sklerytów położoną w tylno-bocznych częściach puszki głowowej. Stanowią boczne części łuku potylicznego, którego grzbietowy region nazywa się potylicą i od którego to nie zawsze są wyraźnie odseparowane. Na przedzie zapoliczki graniczą z policzkami, od których oddzielone są szwem potylicznym. Zapoliczki wraz z policzkami stanowią boczne części puszki głowowej, określane wspólnie jako laterocranium. U niektórych wyspecjalizowanych błonkówek zapoliczki zrastają się ze sobą poniżej narządów gębowych, tworząc mostek zamykający od spodu puszkę głowową zwany genaponta. U niektórych innych grup zapoliczki formują mostek wspólnie ze zrośniętymi pośrodkowo elementami szczęk – wówczas jest on określany jako maxaponta. U części owadów na zapoliczkach położone są panewki górnych stawów żuwaczek, do których wynikają ich górne kłykcie, czyli epikondyle. Zapoliczki stanowią również punkty początkowe, z których wychodzą mięśnie aparatu gębowego: obsługujący żuwaczki musculus craniomandibularis externus oraz obsługujący szczęki musculus craniocardinalis.